# Árvore-do-céu

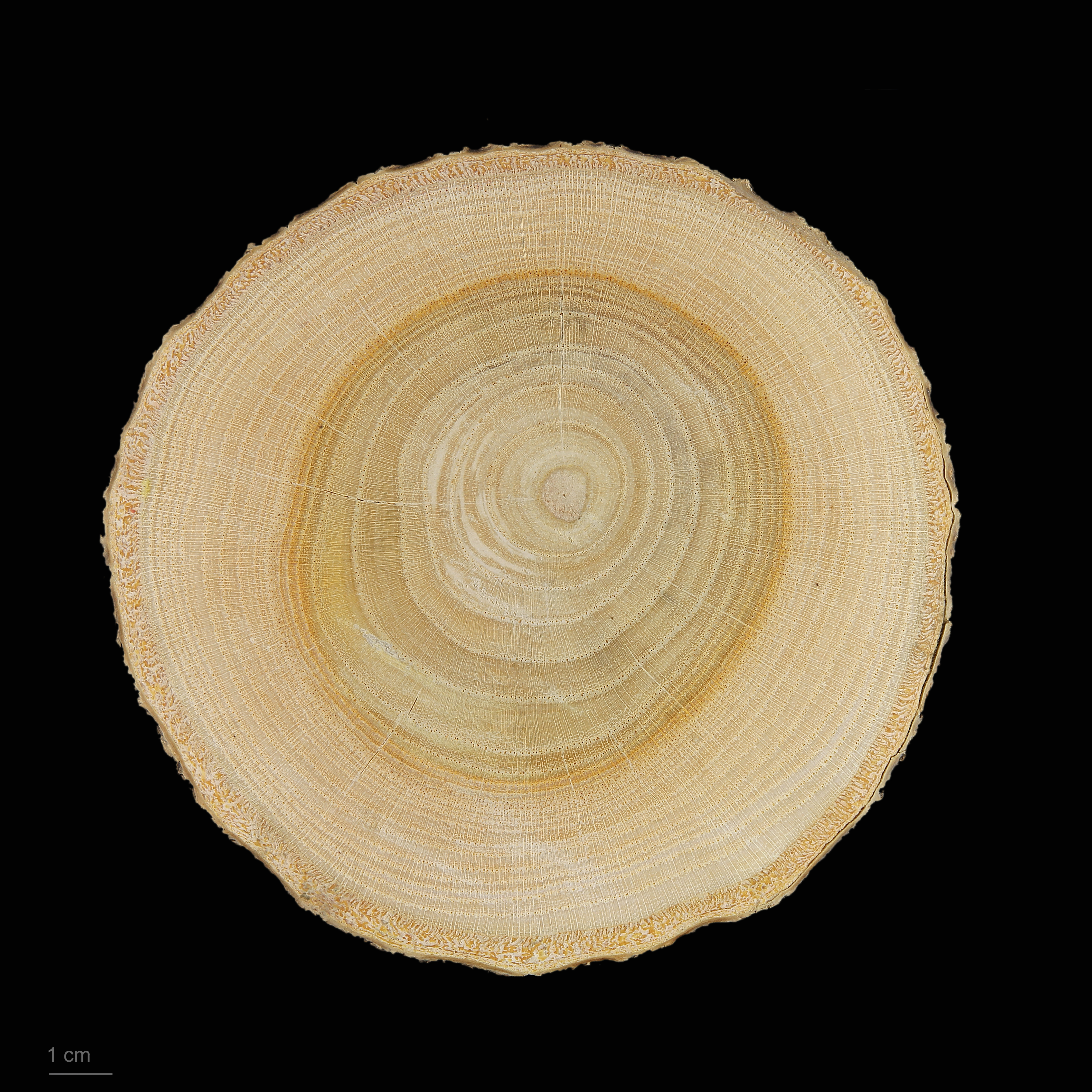
Ailantus altissima

Árvore-do-céu, ailanto ou espanta-lobos (Ailanthus altissima (Mill.) Swingle; Simaroubaceae) é uma planta ornamental de porte magnífico, que pode crescer até 35 m e também possui uma casca aromática no seu tronco. As folhas são alternas e irregular ou regulamente pinadas. É muito conhecida pelas suas flores pequenas amareladas ou esverdeadas, que aparecem em forma de cachos.
A Árvore-do-céu é uma planta nativa do norte da China. Foi introduzida na Europa em 1751 por um padre jesuíta francês que a trouxe de Nanquim para a Inglaterra.
Devido ao seu crescimento rápido e alta tolerância a fatores adversos como a pobreza do solo e a poluição, é considerada uma espécie invasora em regiões de clima temperado, nomeadamente na Europa e América do Norte.